# Епистемология
Епистемологията (на старогръцки: ἐπιστήμη, „знание“ и λόγος – „слово, учение“) е разклонение на философията, занимаващо се с произхода, обхвата и особеностите на познанието. Терминът „епистемология“ се употребява в англоезичната, по-рядко във френско- и немскоезичната философия. Въвеждането му се приписва на философа Джеймс Фредерик Ферие („Основи на метафизиката“, 1854 г.), който разделя философията на онтология и епистемология.
„Епистемология“ буквално означава „наука за познанието“. „Епистемологията изследва как опознаваме нещата, какви са границите на нашето познание и доколко можем да припишем достоверност на това наше познание.“
Епистемологията вербализира мисълта, че знаем нещо като аргументираме и обусловим именно онова, което твърдим, че знаем. Епистемологията не трябва да се бърка с изследванията върху познанието на психологията, макар че и тя се занимава, но далеч по-небрежно, с механизмите на познанието.

## Етимология
Епистемология произлиза от гръцки (ἐπιστήμη, epistéme – познание, знание, наука и λόγος, lógos – също наука, учение). Терминът е въведен и се използва преди всичко в англо-американската философия от 20 век. Близък до него е терминът „гносеология“ (от на старогръцки: γνῶσις – „знание“ и на старогръцки: λόγος – „учение, наука“), въведен и използван от немските философи през 18 век. Например в Русия през 19 и началото на 20 век преобладава вторият термин, а от средата на 20 в – първият. Това заместване обаче не е съвсем коректно, тъй като гносеологията си остава теория на познанието, отговаряща на въпроса: как познаваме света, как учим? Епистемологическата постановка на същия въпрос премества акцента от възможностите и закономерностите на познанието към естеството и същността на знанието: какво е знанието? как е устроено?

## Основни проблеми на епистемологията
- Проблемът за истината
  - Истина и смисъл
- Проблемът за метода
  - Същност на познанието
  - Форми на познанието: (наука, религия, изкуство, идеология, здрав смисъл)
  - Емпирично и теоретично познание.
  - Принципи на познанието
  - Вяра (интуиция) и знание
  - Структура и форми на опита
  - Специфика и критерии за научно познание.
  - Разбиране и обяснение

## Понятия и въпроси
- Понятия:
  - Знание
  - познание
  - съзнание
  - чувство
  - разум
  - разсъдък
  - истина
- Основен въпрос – познаваем ли е светът по принцип?
- Отговорите на този въпрос са различни в различните философски течения:
  - гносеологически оптимизъм – светът е познаваем, познанието няма граници, необходими са само време и средства.
  - агностицизъм – светът е непознаваем по принцип, човек не го опознава, а строи виртуален свят въз основа на своите възприятия.
  - скептицизъм – опознаваме света само феноменално, а познаваемостта на истинския свят е проблематична.
  - солипсизъм – реално съществувам само аз, всичко останало е плод на моята фантазия, няма какво да познавам, освен да познавам себе си.

## История
Познанието въобще и научното познание в частност са предмет на особено внимание от страна на философите дълго преди появата на термините епистемология и гносеология.

### Теорията на познанието през Античността
Един от първите, които се занимават с проблема за знанието, е Парменид. Една от основните тези във философията му е принципната разлика между мисленето и чувственото, между умозримия свят и чувствено познаваемия свят. Мисленето, интелектът и съответният му умозрим свят съответстват на битието, което е единно, вечно, неподвижно, еднородно, неделимо и завършено – за боговете няма нито минало, нито бъдеще, а само днес. Термините „минало“ и „бъдеще“ предполагат, че битието е ограничено във времето, че то възниква и загива, затова и са неприложими спрямо него. Битието е вселенската целокупност, всичко което съществува и съществуването изобщо. В същото време чувственото, или сетивното познание води до разбиране за привидно текучество, затова и е несъвършено. Парменид дава едно от първите определения на идеята за тъждество между битие и мислене: „да мислиш и да бъдеш е едно и също“ (перифразирано столетия по-късно от Рене Декарт); „Мисълта и това, към което е насочена, са едно и също“. Освен това Парменид прави разлика между истина и мнение. Истина – това е знание за битието, затова нейните главни критерии са непротиворечивост, постоянство и вечност.
Сократ разработва един от първите методи на познанието – диалектиката – или изясняване на идеите чрез диалог. Истината тук се проявява като консенсус. Една от най-известните му фрази е „Аз знам, че нищо не знам“.
Платон смята, че знанията, които хората придобиват през живота си, са спомени за вече съществуващо знание в душата на човека. В един от диалозите си (с Теетет, на английски: Theaetetus; на гръцки: Θεαίτητος) Платон (427 – 347 пр.н.е.) разглежда по-подробно въпроса за естеството на знанието. Диалогът описва как Евклид от Мегара разказва на свой приятел, че преди много години е записал онова, което Сократ му е разказвал за разговорите си с младия тогава Теетет, който впоследствие става известен гръцки математик.
Аристотел (384 – 322 пр.н.е.) разделя човешкото знание на три вида – теоретично (обхваща това, което днес наричаме „наука“), техническо (обхваща занаятите и изкуствата) и практическо знание (обхваща сферата на морала и политиката). В съответствие с това разделение той говори и за три вида науки (epistemai) – теоретически, технически и практически. Целта на теоретическите науки е знанието заради самото знание. Целта на техническите науки е създаването на красиви и полезни предмети. Целта на практическите науки е постигането на доброто за индивида (сферата на морала) и за обществото (сферата на политиката). Той поставя основите на рационализма, като разработва нов метод за познание – логика.

### Познание и християнство през късната Античност
Първите редове на Евангелието на Йоан гласят:
В начало беше Словото, / εν αρχη ην ο λογος

и Словото беше у Бога, / και ο λογος ην προς τον θεον

и Бог беше Словото. / και θεος ην ο λογος

То беше в начало у Бога. / ουτος ην εν αρχη προς τον θεον

Всичко чрез Него стана, / παντα δι αυτου εγενετο

и без Него не стана нито едно от онова, което е станало. / και χωρις αυτου εγενετο ουδε εν ο γεγονεν

В Него имаше живот, / εν αυτω ζωη ην

и Животът беше Светлината на човеците. / και η ζωη ην το φως των ανθρωπων

И Светлината в мрака свети, / και το φως εν τη σκοτια φαινει

и мракът я не обзе. / και η σκοτια αυτο ου κατελαβεν 

### Част от теологията: Теорията на познанието през Средновековието
Европейската средновековна философия разглежда знанието като благодат предоставена от Бога. Бог разкрива себе си в сътворението и в откровението, затова епистемологията се превръща в херменевтика – изкуство на тълкуване на Библията. Ориген разработва учението за трите нива на разбирането. Схоластите разработват концепцията за дедуктивния начин на получаване на знания.

### Теорията на познанието през ранното Ново време
В ранната модерна философия се осъществява т.нар. гносеологичен обрат т.е. въпросите на познанието се превръщат в централна тема за философията. Тук си съперничат традициите на рационалното мислене на Рене Декарт, Спиноза и Готфрид Вилхелм фон Лайбниц и емпиризма на (Френсис Бейкън, Джон Лок, Дейвид Хюм). Рационализмът продължава схоластическата традиция на дедуктивното познание, а емпиризмът утвърждава, че всякое знание произхожда от опита.
Рене Декарт (1596 – 1650) прави опит да създаде безупречен познавателен модел, който да даде основа за бъдещо развитие – „сигурни и прости правила, такива че всички, които строго се придържат към тях, никога няма да нарекат лъжата – истина и без безрезултатни усилия ще стигнат до истинното познание за това, което е познаваемо“. Според Декарт сетивата и изобщо емпиричното познание, изградено върху тях, заблуждават. Емпиричното познание и точните науки, изградени на неговата база, са колкото полезни, толкова и вредни. Материалната действителност съществува, но тя е недостъпна за опита. Затова и цялата тежест на познанието пада върху ума, интелекта, който единствен е способен да разграничи истинното от неистинното. Знаменитото „Cogito ergo sum“ (буквално „Мисля, значи съм“, превеждано като „Мисля, следователно съществувам“) изразява най-точно гносеологичния подход на Декарт като философ.
Гносеологичният идеал на Декарт е интуитивното познание на всички вродени истини – всеобщите и необходимите. Способността за познание според Декарт е вложена у човека от самия Бог и присъства като „вродени принципи и идеи“, т.е. знанията, които са единни и всеобщи. Класическите мисловни процеси Декарт дефинира като „интуиция“ и „дедукция“. Под интуиция се разбират усилията на ума, в крайна сметка водещи към познанието на единното и на Бога. Тя е знание умствено и непосредствено. Дедукцията е логически извод и по необходимост произтича от предпоставките. Тя е знание опосредствено. Тя е елементарна – следвайки обратния път, тя ни дава познание за феномените, присъстващи в сетивния свят. Индукцията и дедукцията са средство за интуитивно познание.
Джордж Бъркли (1685 – 1753) е един от видните представители на класическия идеализъм. Според него всичко съществуващо е комплекс от идеи, които сами по себе си са непроменливи, неактивни, единствено духът е този, който може да борави с тях и да създава многообразието на видимите явления. Оттук видимата природа се схваща като дейност и проява на духа и съзнанието и няма независимо битие извън тях – следователно материалното и външното не може да бъде познато извън опита, който обаче е субективен. Самият комплекс от идеи, доколкото е познаваем и споделен, се крепи на възприятието на Световния Дух (в случая – синоним на Бога). Извън това възприятие съществуват отделни духове, които възприемат едно или друго материално или нематериално явление.
Във философията на Имануел Кант (1724 – 1804) се поставя въпросът за предпоставките на знанието, като априорните форми на познанието, които обуславят и определят възможността за всеки опит и организират (оформят) емпирическото познание се наричат трансцендентни и именно те са основни за познанието..
В Хегеловата интерпретация цялото поле от проблеми на познанието е покрито от логиката напълно и изцяло, без ирационален остатък, като не оставя нищо извън границите си – нито образите на съзерцанието, нито образите на фантазията. Логиката включва образите като резултат на външен продукт на мисленето (осъществено в чувствено възприемане), но изразено не в думи, съждения и умозаключения, а в чувствено противостоящи на индивидуалното съзнание неща (постъпки, събития и т.н.). Познавателните способности се разглеждат като вид мислене, което още не е достигнало адекватна форма на изразяване, още не е узряло до нея. По този начин логиката изцяло и без остатък се слива с теорията на познанието.

### Теорията на познанието през 20 век
През 20 век с разпространението на области на знание, различни от точните науки, се зараждат множество идеи за това как се установява знанието. Известни мислители от този период са Имре Лакатош, Томас Кун и Карл Попър. Наред с работата си по въпроса какво са фалсифицируемост и псевдонаука, Попър също развива концепцията за отвореното общество като среда, в която хората са отворени, но и критично-конструктивни към алтернативни мирогледи и представи за произхода на знанието.

### Теорията на познанието през 21 век
Според Анета Карагеоргиева епистемологията има за цел да изясни произхода на знанието в „надиндивидуален мащаб“. Според нея това може да бъде както знание за бита, така и научно знание. 